# ویدئوتکس

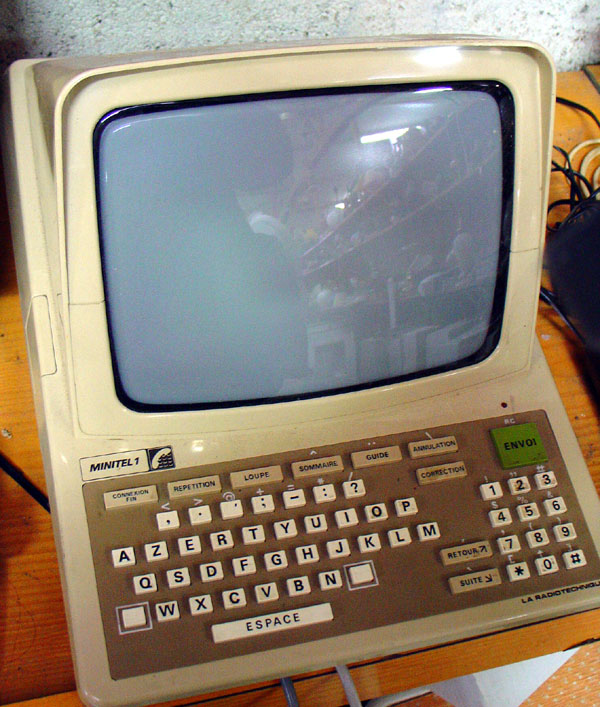
Minitel was perhaps the most successful videotex service worldwide. This Minitel 1 terminal was an early device used for connecting to Minitel.

 ویدئوتکس (به انگلیسی: Videotex) یک نام ژنریک برای سیستم‌هایی که می‌توانند متن نوشتاری را روی صفحه تلوییزیون ظاهر سازند. انتقال اطلاعات ممکن است از طریق خطوط تلفن روی کامپیوترهای شخصی انجام پذیرد.